# Robert Fuchs (calciatore 1975)
Robert Fuchs (Eindhoven, 15 febbraio 1975) è un ex calciatore olandese, di ruolo centrocampista.